# El Palmeral
El parque del Palmeral está ubicado en la avenida de Elche de la ciudad española de Alicante, en el barrio de El Palmeral-Urbanova-Tabarca, frente al mar Mediterráneo. Tiene su origen en un antiguo palmeral con estructura de huertos semejante al Palmeral de Elche y el Palmeral de Orihuela.

## Historia
Perteneció en sus orígenes a la finca El Carmen. A finales del siglo XIX se degradó con la inauguración del ferrocarril a Murcia (1884) y la ampliación del puerto hacia este, empezaron a instalarse fábricas y almacenes a lo largo de la antigua playa de Babel. El ferrocarril y la carretera no solamente afectaron al palmeral directamente disminuyendo sus dimensiones, sino que lo separaron y aislaron del mar mediante una sólida barrera rompiendo la relación directa que tenía antes.
La creación y extensión del barrio de San Gabriel entre 1910 y 1930 y la instalación de una industria de aluminio entre 1952 y 1956 supusieron dos nuevos perjuicios para la extensión y pervivencia del Palmeral.

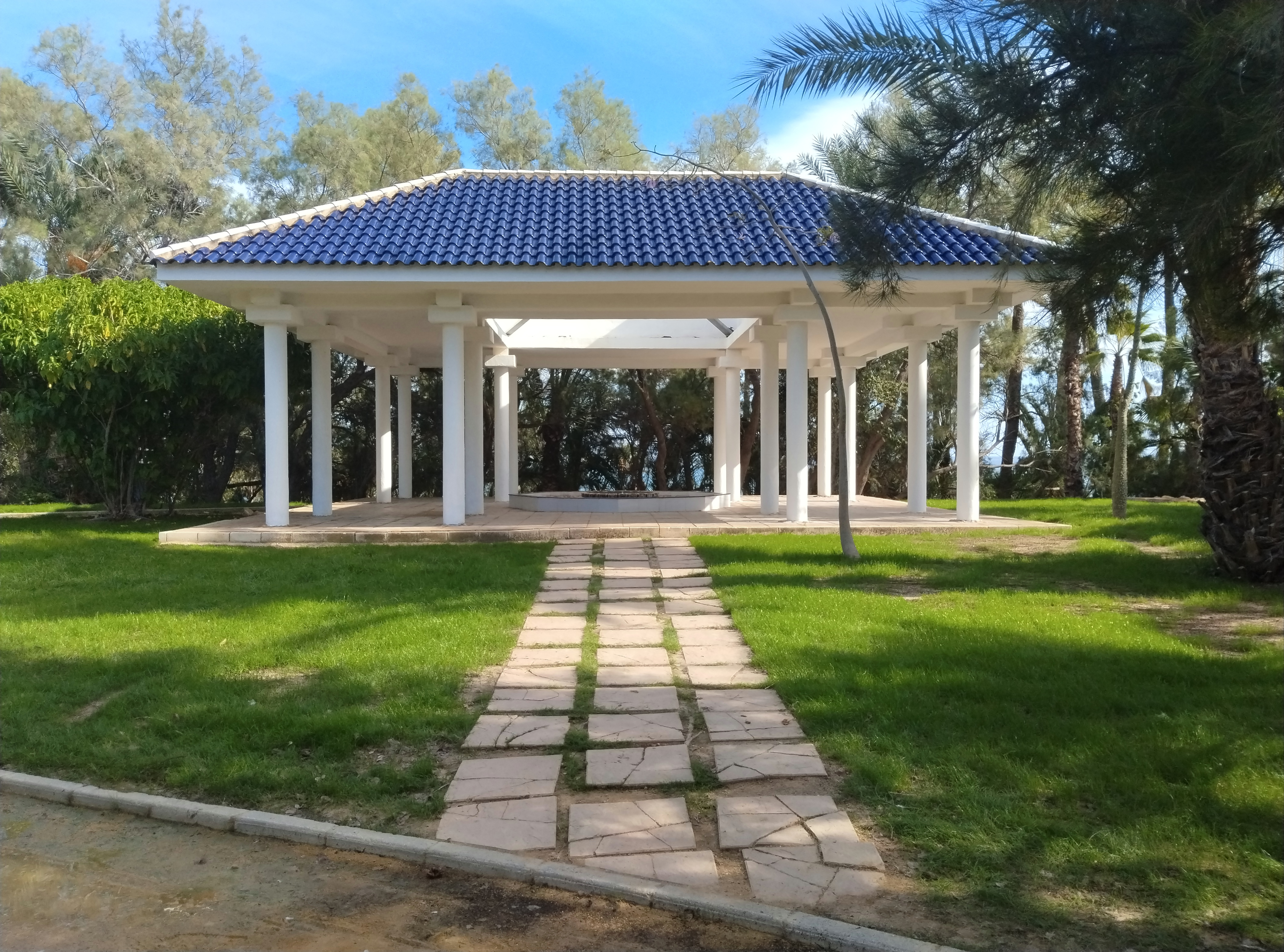
Interior del parque

La estructura física del Palmeral es consecuencia de su origen: los cultivos propios de la huerta organizados según una red de acequias de riego, balsas, caminos, sendas y ribazos. Las palmeras se plantaban en los márgenes siguiendo una estructura de huertos, y creaban a su vez un microclima interior especial favorable a los cultivos.
Esta forma de mezclar un territorio típico de una estructura de huerta en donde el terreno se pueda cultivar de formas rectangulares, queda dividido mediante pantallas de palmeras plantadas en hileras a distancias iguales y de altura y edad similar formando enfiladas, da origen a unos espacios de gran belleza y riqueza ambiental. En las últimas décadas, ha habido algunas actuaciones urbanísticas que han perjudicado al huerto original.
Se mantuvo al margen de la ciudad, en un estado de total abandono que llevaron casi a la total degradación y pérdida de los restos del Palmeral que todavía existían.
En 1997 se inauguró el nuevo parque de El Palmeral. En él se crearon accesos y aparcamientos, se rodeó con un muro de piedra, y se intervino en el interior del Palmeral para introducirle elementos como columpios, quioscos, un circuito para bicicletas y un circuito artificial de agua bombeada desde el mar emulando un río, un lago con barcas y una cascada para transformarlo en una caricatura de un idílico palmeral africano.
A pesar de esta intervención, que no respetó los huertos agrícolas a los que las palmeras daban sombra, se logró salvar un lugar que estaba a punto de perderse.

## Vegetación

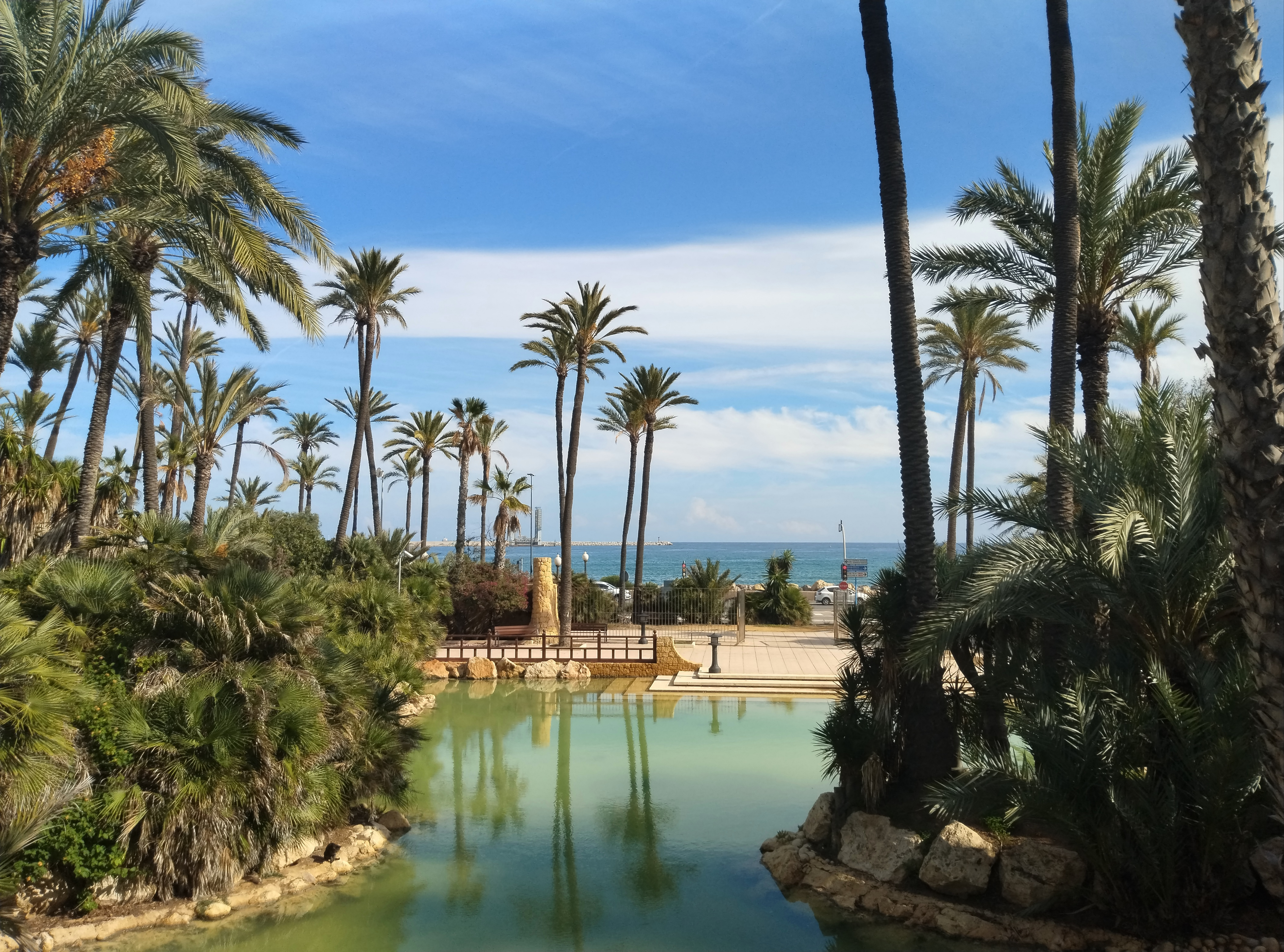
Vista del parque

Se caracteriza por tener una gran vegetación autóctona, típica de esta zona. Contiene más de 7000 palmeras, de la familia de las aracáceas. Las palmeras son monocotiledóneas y arborescentes, esto quiere decir que las hojas de la corona final del tallo están divididas en forma de pinada o palmada. En este parque también se encuentra otro tipo de palmeras, como la palmera datilera, también llamada palmera real. Esta palmera puede llegar a medir unos 20 m de alto y de 30 a 40 cm de anchura. Sus hojas son de 6 a 7 metros de longitud. Sus frutos son los llamados dátiles, que son de color naranja, son carnosos y dulces y miden de 3 a 9 cm.

## Interior

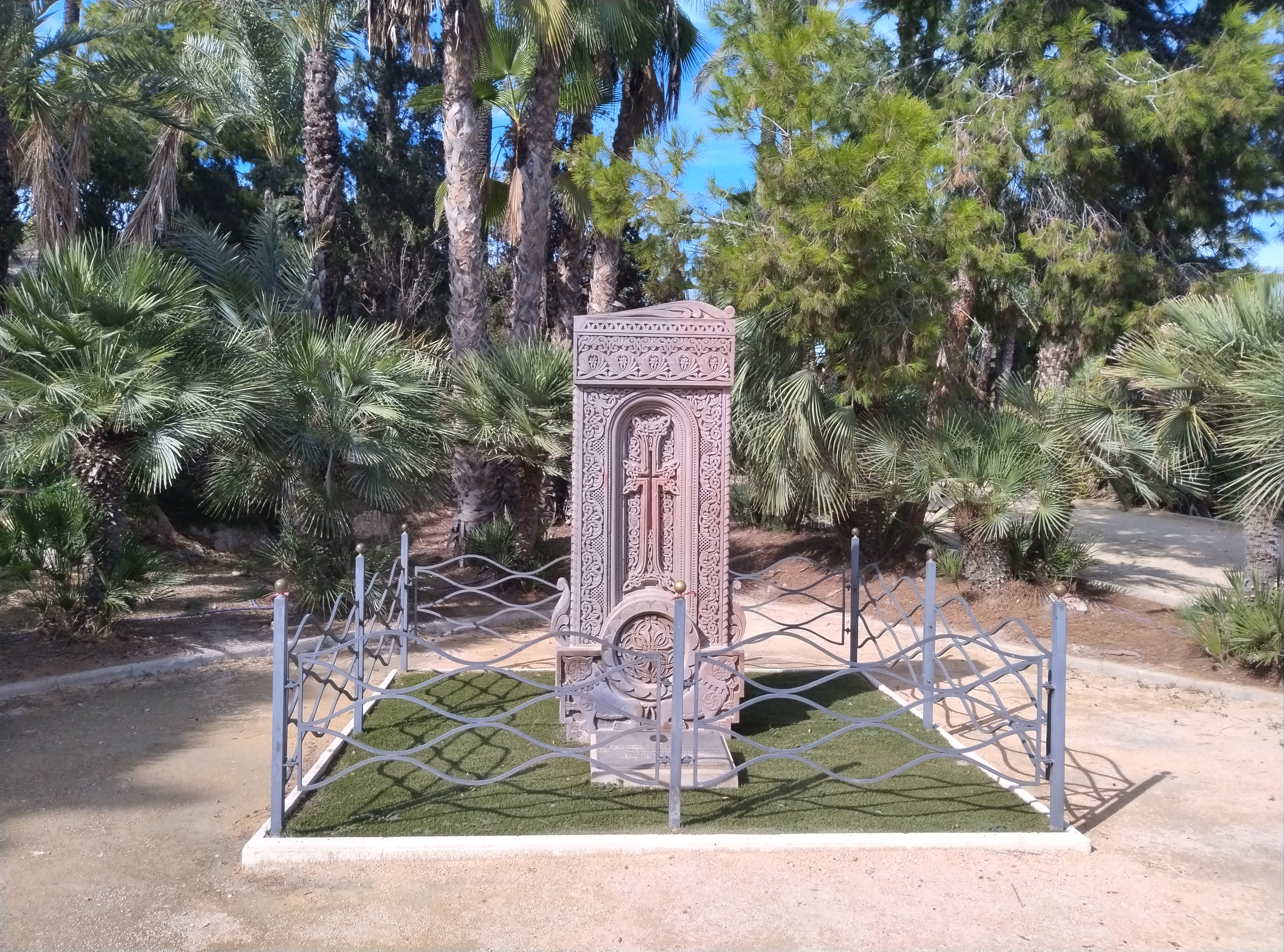
Cruz armenia o jachkar del parque

A finales del siglo XX, el Palmeral llamado como El Parque o El Carmen, propiedad de Mariano Roca de Togores contaba con siete mil palmeras. Con las operaciones de reforma y acontecimientos como parque urbano este número se vio disminuido cerca de los dos mil.

### Templete
El templete del parque fue inaugurado en octubre de 1997, en este sitio se lleva a cabo una programación de actuaciones de animación, teatro infantil y títeres.

### Cruz armenia
En 2008 fue inaugurada en El Palmeral una gran cruz conmemorativa armenia o jachkar, que había sido donada por la colonia armenia residente en España por la «buena acogida que los armenios siempre han recibido por parte de Alicante y de los alicantinos».